# Andrea Fondelli
Andrea Fondelli (Genova, 27 febbraio 1994) è un pallanuotista italiano, centrovasca della Pro Recco e della Nazionale italiana, fratello minore del pallanuotista Luca Fondelli con cui ha esordito nella Rari Nantes Camogli.

## Carriera

### Club
Il padre Massimo è stato presidente e giocatore per 24 stagioni del Camogli, e con la nazionale italiana ha vinto la medaglia d'oro ai mondiali di Cali 1978 e il bronzo agli europei di Jonkoping 1977.   
Andrea "Deddy" Fondelli cresce pallanuotisticamente nella Rari Nantes Camogli, con cui vince 7 scudetti giovanili in diverse categorie e svariati premi personali come miglior giocatore delle finali. Nel 2010, a soli 16 anni, esordisce in serie A1 con la stessa Rari Nantes Camogli.
Nella stagione 2011-12 passa alla Pro Recco, dove in breve tempo conquista fiducia di tecnico e tifosi (che lo definiscono "Capitan futuro"). Nonostante la giovane età, diventa uno dei punti di riferimento della formazione recchelina, dove colleziona sei Scudetti (dal 2012 al 2017), due Coppe dei Campioni (2012 e 2015), cinque Coppe Italia (dal 2013 al 2017), una Lega Adriatica (2012) e una Supercoppa Europea (2013). 
Nel 2017 viene ceduto in prestito alla Sport Management, arriva in finale di Coppa LEN e dopo due stagioni fa ritorno alla Pro Recco. Nel 2020 passa, sempre in prestito, alla Rari Nantes Savona. Tornato nuovamente a Recco, nel 2023 conquista la sua sesta Coppa Italia, il suo settimo campionato e la sua terza Coppa dei Campioni.

### Nazionale
Dal 2010, con la nazionale giovanile, vince numerose competizioni europee e mondiali, collezionando oltre 40 presenze. Nel 2012 arriva la convocazione della nazionale maggiore, con cui vanta un bronzo olimpico, due argenti mondiali e due bronzi europei.

## Palmarès

### Club
- Campionato italiano: 9

Pro Recco: 2011-12, 2012-13, 2013-14, 2014-15, 2015-16, 2016-17, 2022-23, 2023-24, 2024-25
- Coppe Italia: 7

Pro Recco: 2012-13, 2013-14, 2014-15, 2015-16, 2016-17, 2022-23, 2024-25
- LEN Champions League: 3

Pro Recco: 2011-12, 2014-15, 2022-23
- Supercoppa LEN: 3

Pro Recco: 2015, 2022, 2023
- Lega Adriatica: 1

Pro Recco: 2011-12
- Coppe LEN: 1

Pro Recco: 2024-25

### Nazionale
- Olimpiadi

Rio de Janeiro 2016: 
- Mondiali:

Budapest 2022: 
Doha 2024: 
- Europei

Budapest 2014: 
Zagabria-Dubrovnik 2024: 
- Coppa del Mondo

Los Angeles 2023: 
- World League

Strasburgo 2022: 